# Hugh Grosvenor, II duca di Westminster
Hugh Richard Arthur Grosvenor, II duca di Westminster (Cheshire, 19 marzo 1879 – Achfary, 19 luglio 1953), è stato un nobile e ufficiale inglese.

## Biografia
Era l'unico figlio maschio di Victor Grosvenor, conte di Grosvenor, figlio di Hugh Grosvenor, I duca di Westminster, e di sua moglie, Lady Sibell Lumley, figlia del IX conte di Scarborough. In famiglia era chiamato "Bendor", lo stesso nome del cavallo di suo nonno che vinse il Derby di Epsom nel 1880, un anno dopo la sua nascita.
Studiò a Eton College.

## Carriera militare
Combatté nella seconda guerra boera. Fu aiutante di campo di Lord Roberts e Lord Milner.
Nel 1908, partecipò alle Olimpiadi di Londra come corridore di motonautica, per la Gran Bretagna. Il 1º aprile 1908, è stato nominato tenente colonnello onorario del 16º Battaglione, il reggimento di Londra, incarico che ha ricoperto fino al 1915. Successivamente è stato promosso a colonnello.

## Matrimonio

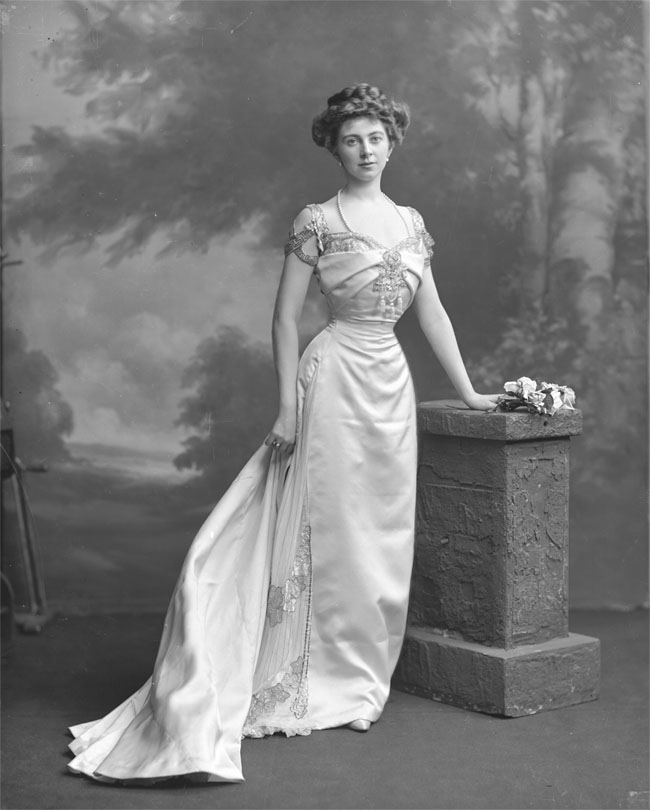
Costance, duchessa di Westminster, nel 1906.

Sposò, il 16 febbraio 1901, Constance Cornwallis-West (1876-1970), figlia di William Cornwallis-West e Mary FitzPatrick. Ebbero tre figli:
- Lady Ursula Mary Olivia Grosvenor (21 febbraio 1902-5 giugno 1978), sposò in prime nozze William Patrick Filmer-Sankey, ebbero due figli, e sposò in seconde nozze Stephen Vernon;
- Edward George Hugh Grosvenor, conte di Grosvenor (16 novembre 1904-13 febbraio 1909);
- Lady Mary Constance Grosvenor (27 giugno 1910-7 giugno 2000).

La coppia divorziò nel 1919.
Il 26 novembre 1920, sposò Violet Mary Nelson (1891-1983), non ebbero figli. La coppia divorziò nel 1926.
Il 20 febbraio 1930, sposò Loelia Mary Ponsonby (1902-1993), non ebbero figli. La coppia divorziò nel 1947, dopo una lunga separazione.
Il 7 febbraio 1947 sposò Anne Sullivan, non ebbero figli.

## Chanel

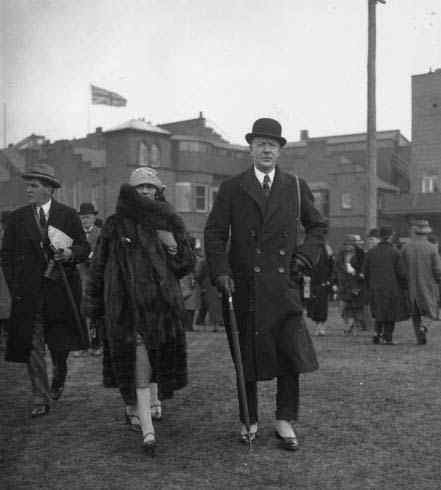
Lord Hugh, duca di Westminster, e Coco Chanel, verso la fine degli anni 20.

Nel 1924, conobbe Gabrielle ("Coco") Chanel grazie alla amica di quest'ultima Vera Bate, la quale rappresentava la Maison Chanel in Inghilterra. Egli acquistò una casa, per lei, nel prestigioso quartiere londinese di Mayfair. Si credeva che il duca avesse comprato una la villa " la Pausa " in Costa Azzurra per Chanel. In verità fu Chanel a comprarlo per dimostrare di essere in grado di provvedere a se stessa tranquillamente. La loro relazione durò 5 anni.

## Morte
Morì il 19 luglio 1953, all'età di 74 anni.

## Ascendenza
|                                           |                             |                                                            | Genitori                                                    |  |  | Nonni |  |  | Bisnonni                                         |  |  | Trisnonni                                       |  |
|                                           |                             |                                                            |                                                             |  |  |       |  |  | 8. Richard Grosvenor, II marchese di Westminster |  |  | 16. Robert Grosvenor, I marchese di Westminster |  |
|                                           |                             |                                                            |                                                             |  |  |       |  |  | 8. Richard Grosvenor, II marchese di Westminster |  |  | 16. Robert Grosvenor, I marchese di Westminster |  |
|                                           |                             | 17. Eleanor Egerton                                        |                                                             |  |  |       |  |  | 8. Richard Grosvenor, II marchese di Westminster |  |  |                                                 |  |
| 4. Hugh Grosvenor, I duca di Westminster  |                             |                                                            |                                                             |  |  |       |  |  | 8. Richard Grosvenor, II marchese di Westminster |  |  |                                                 |  |
|                                           |                             | 9. Elizabeth Leveson-Gower                                 | 18. George Leveson-Gower, I duca di Sutherland              |  |  |       |  |  |                                                  |  |  |                                                 |  |
|                                           |                             | 9. Elizabeth Leveson-Gower                                 | 18. George Leveson-Gower, I duca di Sutherland              |  |  |       |  |  |                                                  |  |  |                                                 |  |
|                                           |                             | 9. Elizabeth Leveson-Gower                                 | 19. Elizabeth Sutherland, XIX contessa di Sutherland        |  |  |       |  |  |                                                  |  |  |                                                 |  |
| 2. Victor Grosvenor, conte di Grosvenor   |                             | 9. Elizabeth Leveson-Gower                                 |                                                             |  |  |       |  |  |                                                  |  |  |                                                 |  |
|                                           |                             | 10. George Sutherland-Leveson-Gower, II duca di Sutherland | 20. George Leveson-Gower, I duca di Sutherland (= 18)       |  |  |       |  |  |                                                  |  |  |                                                 |  |
|                                           |                             | 10. George Sutherland-Leveson-Gower, II duca di Sutherland | 20. George Leveson-Gower, I duca di Sutherland (= 18)       |  |  |       |  |  |                                                  |  |  |                                                 |  |
|                                           |                             | 10. George Sutherland-Leveson-Gower, II duca di Sutherland | 21. Elizabeth Sutherland, XIX contessa di Sutherland (= 19) |  |  |       |  |  |                                                  |  |  |                                                 |  |
| 5. Constance Sutherland-Leveson-Gower     |                             | 10. George Sutherland-Leveson-Gower, II duca di Sutherland |                                                             |  |  |       |  |  |                                                  |  |  |                                                 |  |
|                                           |                             | 11. Harriet Howard                                         | 22. George Howard, VI conte di Carlisle                     |  |  |       |  |  |                                                  |  |  |                                                 |  |
|                                           |                             | 11. Harriet Howard                                         | 22. George Howard, VI conte di Carlisle                     |  |  |       |  |  |                                                  |  |  |                                                 |  |
|                                           |                             | 11. Harriet Howard                                         | 23. Georgiana Cavendish                                     |  |  |       |  |  |                                                  |  |  |                                                 |  |
| 1. Hugh Grosvenor, II duca di Westminster |                             | 11. Harriet Howard                                         |                                                             |  |  |       |  |  |                                                  |  |  |                                                 |  |
|                                           | 12. Frederick Lumley-Savile | 24. Frederick Lumley                                       |                                                             |  |  |       |  |  |                                                  |  |  |                                                 |  |
|                                           | 12. Frederick Lumley-Savile | 24. Frederick Lumley                                       |                                                             |  |  |       |  |  |                                                  |  |  |                                                 |  |
|                                           | 12. Frederick Lumley-Savile | 25. Harriet Anne Boddington                                |                                                             |  |  |       |  |  |                                                  |  |  |                                                 |  |
| 6. Richard Lumley, IX conte di Scarbrough | 12. Frederick Lumley-Savile |                                                            |                                                             |  |  |       |  |  |                                                  |  |  |                                                 |  |
|                                           |                             | 13. Charlotte Mary Beresford                               | 26. George Beresford                                        |  |  |       |  |  |                                                  |  |  |                                                 |  |
|                                           |                             | 13. Charlotte Mary Beresford                               | 26. George Beresford                                        |  |  |       |  |  |                                                  |  |  |                                                 |  |
|                                           |                             | 13. Charlotte Mary Beresford                               | 27. Frances Bushe                                           |  |  |       |  |  |                                                  |  |  |                                                 |  |
| 3. Sibell Lumley                          |                             | 13. Charlotte Mary Beresford                               |                                                             |  |  |       |  |  |                                                  |  |  |                                                 |  |
|                                           |                             | 14. Andrew Drummond                                        | 28. Andrew Berkeley Drummond                                |  |  |       |  |  |                                                  |  |  |                                                 |  |
|                                           |                             | 14. Andrew Drummond                                        | 28. Andrew Berkeley Drummond                                |  |  |       |  |  |                                                  |  |  |                                                 |  |
|                                           |                             | 14. Andrew Drummond                                        | 29. Mary Perceval                                           |  |  |       |  |  |                                                  |  |  |                                                 |  |
| 7. Frederica Drummond                     |                             | 14. Andrew Drummond                                        |                                                             |  |  |       |  |  |                                                  |  |  |                                                 |  |
|                                           |                             | 15. Elizabeth Frederica Manners                            | 30. John Manners, V duca di Rutland                         |  |  |       |  |  |                                                  |  |  |                                                 |  |
|                                           |                             | 15. Elizabeth Frederica Manners                            | 30. John Manners, V duca di Rutland                         |  |  |       |  |  |                                                  |  |  |                                                 |  |
|                                           |                             | 15. Elizabeth Frederica Manners                            | 31. Elizabeth Howard                                        |  |  |       |  |  |                                                  |  |  |                                                 |  |
|                                           |                             | 15. Elizabeth Frederica Manners                            |                                                             |  |  |       |  |  |                                                  |  |  |                                                 |  |